# Arthur E. Arling
Arthur E. Arling est un directeur de la photographie américain né le 19 septembre 1906 dans le Missouri et décédé le 16 octobre 1991 à Riverside County (Californie).

## Filmographie

### Comme opérateur
- 1933 : Cavalcade de Frank Lloyd
- 1933 : It's Great to Be Alive d'Alfred L. Werker
- 1937 : La Joyeuse Suicidée (Nothing Sacred) de William A. Wellman
- 1938 : Amants (Sweethearts) de W. S. Van Dyke
- 1939 : Autant en emporte le vent de Victor Fleming
- 1940 : Rebecca d'Alfred Hitchcock
- 1940 : A Little Bit of Heaven d'Andrew Marton

### Comme directeur de la photographie
- 1931 : Merely Mary Ann d'Henry King
- 1934 : Three on a Honeymoon de James Tinling
- 1939 : Mendelssohn's Wedding March de James A. FitzPatrick
- 1941 : Here Comes the Cavalry (en) de D. Ross Lederman
- 1941 : Scenic Grandeur (documentaire)
- 1946 : Jody et le Faon (The Yearling) de Clarence Brown
- 1947 : L'Amour au trot (The Homestretch) de H. Bruce Humberstone
- 1947 : Hollywood Wonderland de Jack Scholl (court-métrage)
- 1947 : Capitaine de Castille (Captain from Castile) d'Henry King
- 1949 : Mother Is a Freshman de Lloyd Bacon
- 1949 : You're My Everything de Walter Lang
- 1950 : La Rue de la gaieté (Wabash Avenue) d'Henry Koster
- 1950 : Trois gosses sur les bras (My Blue Heaven) de Henry Koster
- 1951 : Aventure à Tokyo (Call Me Mister) de Lloyd Bacon
- 1951 : Folies de Broadway (Meet Me After the Show) de Richard Sale
- 1952 : Six filles cherchent un mari (Belles on Their Toes) d'Henry Levin
- 1953 : La Folle Aventure (The I Don't Care Girl) de Lloyd Bacon
- 1953 : La Jolie Batelière (The Farmer Takes a Wife) d'Henry Levin
- 1954 : Les Jarretières rouges (Red Garters) de George Marshall
- 1955 : Tout le plaisir est pour moi (Three for the Show) de H. C. Potter
- 1955 : La Pantoufle de verre (The Glass Slipper) de Charles Walters
- 1955 : Les Pièges de la passion (Love Me or Leave Me) de Charles Vidor
- 1955 : Une femme en enfer (I'll Cry Tomorrow) de Daniel Mann
- 1956 : La Rançon (Ransom!) d'Alex Segal
- 1956 : The Great American Pastime (en) d'Herman Hoffman
- 1957 : Tammy (Tammy and the Bachelor) de Joseph Pevney
- 1957 : The Kettles on Old MacDonald's Farm (en) de Virgil W. Vogel
- 1957 : Le Salaire du diable (Man in the Shadow) de Jack Arnold
- 1958 : Flood Tide (en) d'Abner Biberman
- 1958 : Le Démon de midi (This Happy Feeling) de Blake Edwards
- 1958 : Kathy O' de Jack Sher
- 1958 : Once Upon a Horse... d'Hal Kanter
- 1959 : Confidences sur l'oreiller (Pillow Talk) de Michael Gordon
- 1959 : Take a Giant Step de Philip Leacock
- 1960 : L'Histoire de Ruth (The Story of Ruth) d'Henry Koster
- 1961 : Swingin' Along (en) de Charles Barton
- 1961 : Un pyjama pour deux (Lover Come Back) de Delbert Mann
- 1962 : L'Inquiétante Dame en noir (The Notorious Landlady) de Richard Quine
- 1962 : When the Girls Take Over de Russell Hayden
- 1962 : Garçonnière pour quatre (Boys' Night Out) de Michael Gordon
- 1963 : Mes six amours et mon chien (My Six Loves) de Gower Champion
- 1964 : La Meurtrière diabolique (Strait-Jacket) de William Castle
- 1964 : L'Invasion secrète (The Secret Invasion) de Roger Corman
- 1965 : Ski Party (en) d'Alan Rafkin
- 1966 : Once Before I Die de John Derek

## Récompenses
- 1947 : Oscar de la meilleure photographie en couleurs, avec Charles Rosher et Leonard Smith pour Jody et le Faon